# Spinnin’ Records
Spinnin’ Records är ett skivbolag i genren dansmusik. Det grundades år 1999 i Nederländerna av Eelko van Kooten samt Roger de Graaf och har lanserat artister som Afrojack, Sander van Doorn, Nicky Romero, Bingo Players och Martin Garrix.    
Skivbolaget har sitt säte i Hilversum, Nederländerna.     

## Nuvarande artister
- Afrojack
- Blasterjaxx
- Borgeous
- Calvin Harris
- Danny Howard
- Dimitri Vegas & Like Mike
- Don Diablo
- DVBBS
- Eelke Kleijn
- Firebeatz
- Garmiani
- Helion
- Jay Hardway
- Leon Bolier
- Moby
- Moguai
- Nervo
- R3hab
- Showtek
- Ummet Ozcan
- VINAI
- Watermät
- Yellow Claw
- Cheat Codes